# Nagycsőrű halción
A nagycsőrű halción (Pelargopsis melanorhyncha) a madarak osztályának szalakótaalakúak (Coraciiformes) rendjébe, ezen belül a jégmadárfélék (Alcedinidae) családjába tartozó faj.

## Rendszerezése
A fajt Coenraad Jacob Temminck holland arisztokrata és zoológus írta le 1841-ben, az Alcedo nembe Alcedo melanorhyncha néven.

## Alfajai
- Pelargopsis melanorhyncha melanorhyncha (Temminck, 1826) - Celebesz, Bangka, Lembeh, Manadotua, Dodepo, Muna, Butung, Labuandata és a Togian-szigetek.
- Pelargopsis melanorhyncha dichrorhyncha A. B. Meyer & Wiglesworth, 1896 - Banggai-szigetek
- Pelargopsis melanorhyncha eutreptorhyncha Hartert, 1898 Sula-szigetek (Taliabu, Seho, Mangole és Sanana)

## Előfordulása
Délkelet-Ázsiában, Indonézia területén honos, Celebesz és a környékén levő szigetek lakója. Természetes élőhelyei a szubtrópusi és trópusi síkvidéki esőerdők, mangroveerdők, mocsári erdők, száraz cserjések, tölcsértorkolatok, folyók, mocsarak és patakok környéke, valamint szántóföldek és vidéki kertek. Állandó nem vonuló faj.

## Megjelenése
Testhossza 35 centiméter.

## Életmódja
Főleg rákokkal táplálkozik.

## Természetvédelmi helyzete
Az elterjedési területe nagyon nagy, egyedszáma ugyan csökken, de még nem éri el a kritikus szintet. A Természetvédelmi Világszövetség Vörös listáján nem fenyegetett fajként szerepel.